# Parmo Ferslew
Parmo Karl Ferslew (* 17. März 1883 in Kolding; † 22. November 1951 in Holbæk) war ein dänischer Fußballspieler.

## Karriere

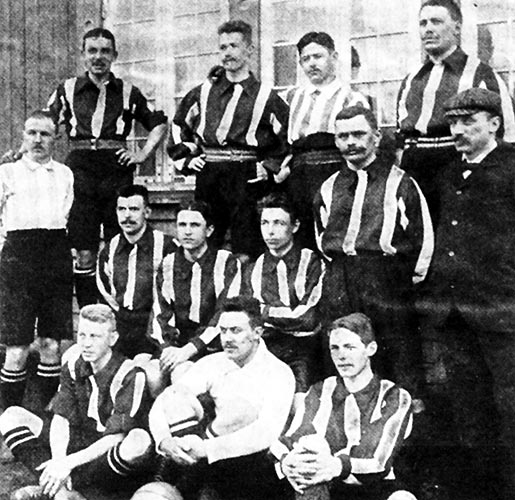
Foto der Kopenhagener Auswahl

Mit der Kopenhagener Auswahl nahm Ferslew am Fußballturnier der Olympischen Zwischenspiele 1906 teil und gewann die Goldmedaille. In dieser Zeit spielte er beim Kjøbenhavns Boldklub.